# Epithelopsis bosei
Epithelopsis bosei är en svampart som beskrevs av A.B. De 1989. Epithelopsis bosei ingår i släktet Epithelopsis och familjen Polyporaceae.   Inga underarter finns listade i Catalogue of Life.